# Chilopsis linearis
Chilopsis linearis là một loài thực vật có hoa trong họ Chùm ớt. Loài này được (Cav.) Sweet mô tả khoa học đầu tiên năm 1826. Chúng là loài duy nhất trong chi Chilopsis.

## Hình ảnh

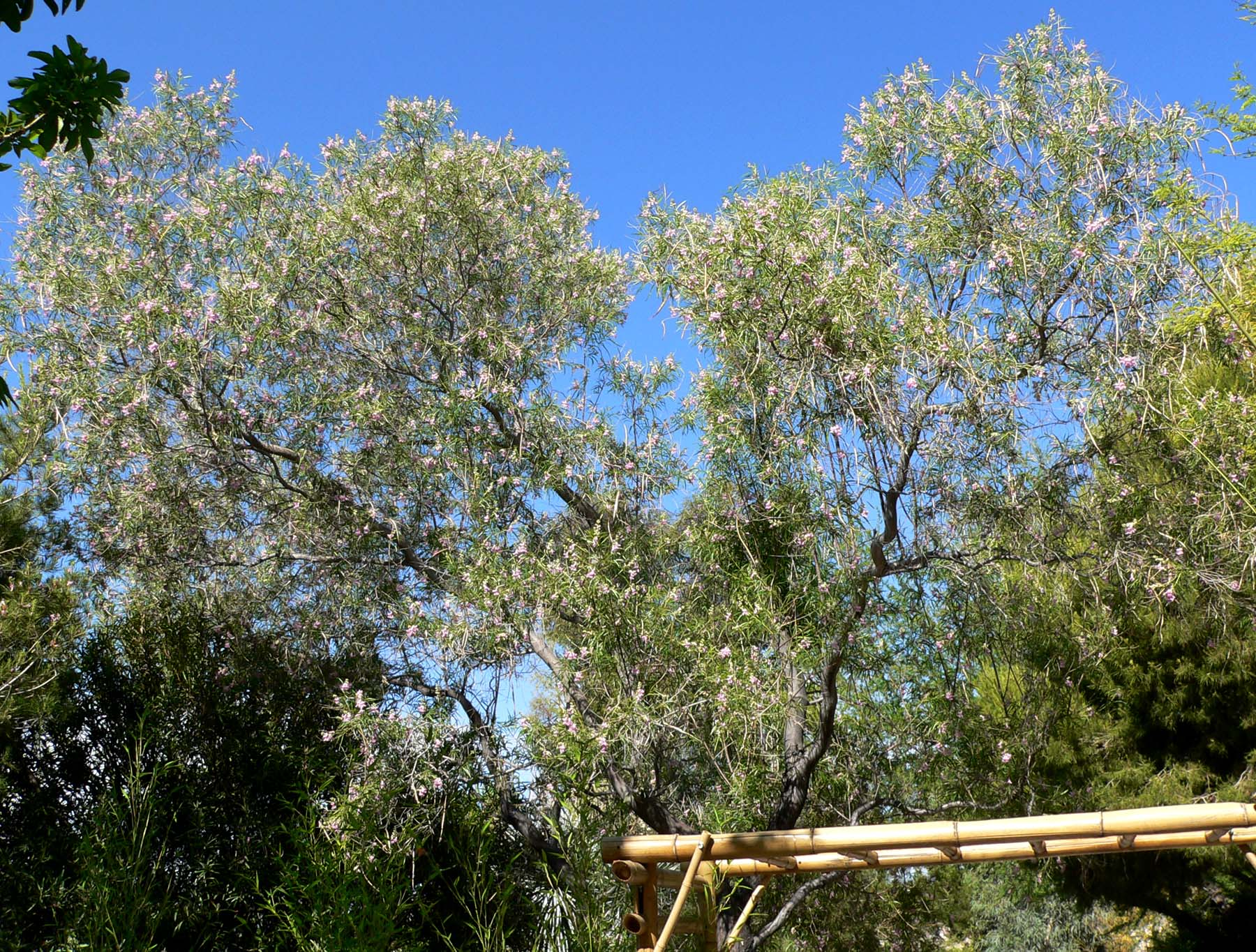
Form
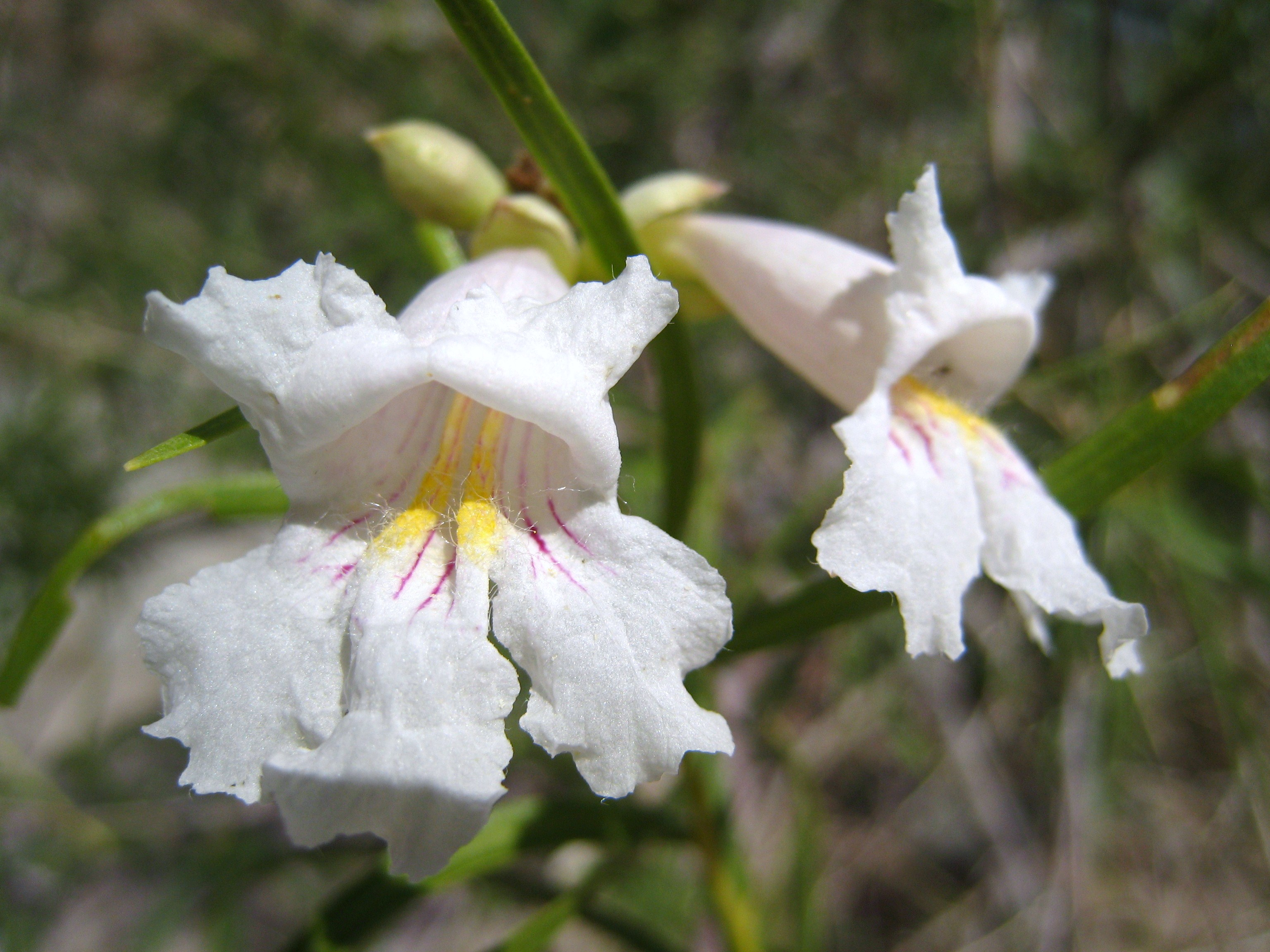
ssp. arcuata
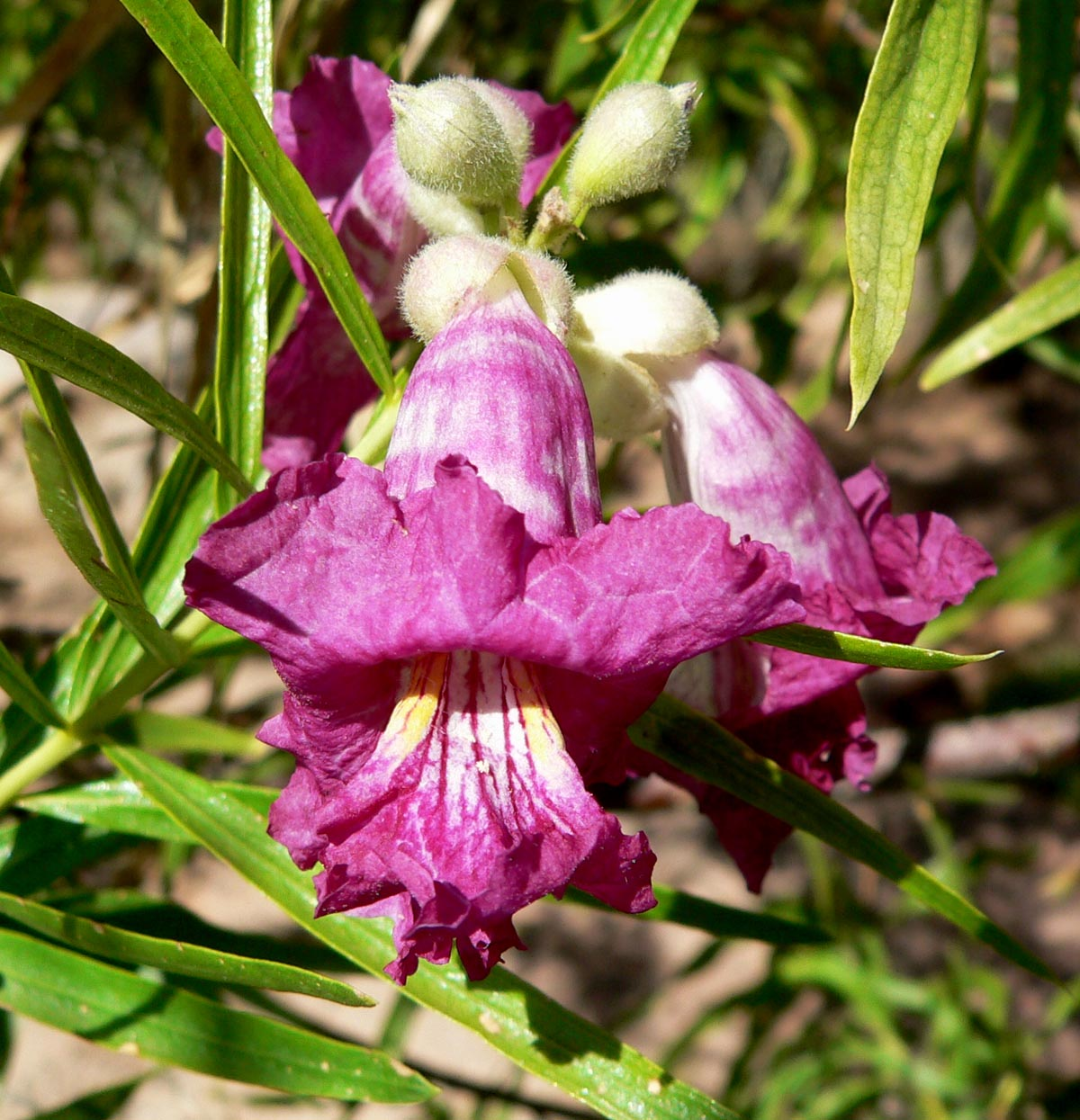
'Rio Salado'